# 王雪紅
王雪紅（英語：Cher Wang，1958年9月14日—），臺灣企業家，宏達電（HTC）創辦人及董事長兼執行長，為台塑集團創辦人王永慶二房三女，威盛電子及TVBS董事長陳文琦之妻，有「台灣女首富」之稱。

## 生平

### 早年
1958年9月14日，王雪紅出生於新北市新店區。父親是王永慶，母親是楊嬌（王永慶二房老婆），王永慶與楊嬌生下2子3女，依序是王貴雲（二房長女）、王雪齡（二房次女）、王文洋（二房長男）、王雪紅（二房么女）、王文祥（二房么兒）。王永慶先生並沒有宗教信仰，楊嬌信仰基督教，影響所及，王文洋喜好道教，其他王文祥、王雪紅等子女尊崇基督教。
1981，王雪紅年畢業於美國柏克萊加州大學經濟學碩士班。畢業後，王雪紅與柏克萊大學就讀時的學長區永禧結婚，並產下二子。區永禧是在美國出生成長的香港人。

### 事業初期
1982年，與丈夫一同入股姐姐王雪齡的大眾電腦集團，於PC事業部，任總經理。1987年，由於陳文琦、林子牧創立的美國VIA公司經營不善面臨倒閉，陳林兩人回台灣尋求資金，王雪紅與姐姐王雪齡決定聯合投資成立威盛電子，王雪紅任董事長，陳文琦任總經理，開啟王雪紅與陳文琦的工作夥伴關係，但是當時陳文琦尚未信仰基督教。
王雪紅受訪時曾表示：「沒跟父親要過任何一毛錢，而是把母親給的房子拿去抵押借了新臺幣五百萬元創業」。創立威盛之初，經營相當困難，特別是跨入系統晶片組，面臨英特爾與同業強大的壓力，讓陳文琦幾乎無法承受，王雪紅帶領陳文琦到教會，後來威盛真的度過難關，從此陳文琦對宗教變得十分虔誠。
1997年與周永明、卓火土創立宏達國際電子（宏達電，HTC）。王雪紅和區永禧離婚後，2003年和時任威盛電子總經理的陳文琦低調的結婚，婚後兩人膝下無子。目前陳文琦負責管理威盛電子，王雪紅負責管理宏達電。

### 事業高峰
2005年宏達電成為台灣上市公司股王，2006年股價一度漲破 1200 元，同年六月，外資佔股超過48%。《華爾街日報》評為2005年度「全球最值得關注的 50 位商界女性」，美國《商業週刊》評選為「2005年亞洲之星」。2006年總身價高達七百億新台幣，成為亞洲女性首富。時人有諺云：「天下商人誰敵手，生女當如王雪紅」。
2010年7月27日，王雪紅在中國大陸的演講中提到“HTC是中國人所創立的品牌，專注於智慧型手機領域的持續創新，期望將中國人對創新與品牌價值的堅持延續到全球的每一個角落，為中國人打造一個世界級的國際品牌”。
2011年1月26日，王雪紅與在香港有「殼王」之稱的陳國強，聯合 Providence Equity Partners，以每股港幣 $55 購入邵氏兄弟旗下電視廣播 (TVB)26% 股權，成為單一最大股東。2011年3月31日，廣播事務管理局批准無線電視(TVB)股權變動，同時王雪紅與陳國強及代表 Providence 的 Jonathan Milton Nelson 獲無線董事局委任為非執行董事。王雪紅由於其他事業繁忙及持股降低等因素，於2015年4月23日辭任非執行董事。
2014年5月，美國CNBC評出了自該台1989年開播以來，25年間對商業和財經界影響最為深遠的25人，王雪紅排名第22位。
2015年香港高等法院法官陳美蘭（Mimmie Chan) 判定威盛晶片後門案敗訴是違反香港公序良俗並發回原仲裁人梁定邦審理。原應秘密審理的案件被壹周刊公佈。 臺灣立法院11位委員聯名要求臺灣國安局進行專案調查，並停止國家對威盛及宏達電手機的采購。

### 事業衰退
2014年11月，作為由前副總統蕭萬長率領的中華臺北APEC代表團的隨行團員之一。但2014年11月19日威盛被列為全額交割股，2016年6月宏達電股價由1300元高點跌到只剩40元（蒸發市值九千多億）。

### 轉投資虛擬實境（VR）
2015年與Valve進行策略性合作，將虛擬實境系統（消費者端）帶入全球市場。2016年，HTC發表VIVEPORT高階虛擬實境應用程式商店。2020年榮獲「Accenture虛擬實境終身成就獎」（Accenture VR Lifetime Achievement Award）。

### 聯想獨立董事
2022年6月20日，中國聯想集團董事會宣布將王雪紅新增為獨立董事。

## 政治立場
2012年中華民國總統選舉的前一天，王雪紅開記者會表態支持九二共識論點，當時民進黨前副總統呂秀蓮認為此舉「幫助國民黨臨門一腳，對民進黨殺傷力很大」，使得2012總統大選民進黨敗選已定。呂秀蓮同時表示她當時深信王雪紅說的是真心話，如果民進黨勝選，需要檢討「反商」政策。
泛綠陣營支持者由於不滿王雪紅在2012總統大選中支持「九二共識」和「一個中國，各自表述」的兩岸論述，在網路上發起抵制購買王雪紅相關產品的運動，包含宏達電子和威盛電子等產品。

## 争议事件

### 威盛電子敗訴
2014年王雪紅香港國際商業仲裁案中，因王雪紅不服仲裁結果，上訴香港高等法院（HCCT40/2014）由法官陳美娴（Mimmie Chan）審理,該「HKIAC/A11022仲裁案」的終審結果違反香港公共政策（Contrary to public policy），但呈堂證供洩露威盛電子生產的VT3421防駭晶片(亦使用編號TF376)，涉嫌協助中國政府對付法輪功。威盛電子高層黎少倫甚至在訴訟中坦承：這顆晶片有「後門」(Backdoor)，像美國NSA前職員斯諾登(Edward Joseph Snowden)2013年6月在香港向國際媒體披露的，美國政府正在秘密建造名為「PRISM」(稜鏡計劃)進行全球網路監聽、監控，嚴重侵犯個人隱私；威盛雖在法庭極力撇清，指此一後門從未開啟，但香港仲裁法院仍判威盛敗訴並賠償。威盛不服仲裁，經過大法官陳美娴2015年於香港高等法院審理後，認為違反香港公序良俗，發還原仲裁官梁定邦重審，仲裁庭於2015年10月維持原判，威盛敗訴，並在財務報表中提列損失準備。。2015年8月6日，王雪紅擔心形象受損及違反人權的風暴影響，卸下威盛電子董事長一職，由其夫陳文琦接任威盛電子董事長。
2019年臺灣臺北地方法院裁定承認香港仲裁法律效力，後門晶片成爲臺灣是否適合成爲歐美生產“安全產品”的自由經濟區引起爭議，威盛在股市重大訊息中表示將提起抗告。 威盛王雪紅夫婦與江棉恆合資成立兆芯半導體的事件亦進入熱議。
2016年北京第四中级法院受理了强制执行威盛在财务报表中列为100%控股子公司资产的威盛中国芯大楼（北京市海淀区中关村东路1号院7号楼建筑面积24157．7平方米)的申请，但是经过王雪红巨大的人脉，直接由最高人民法院院长周强指示北京四中院法官冀东裁定驳回，即使有《最高人民法院关于内地与香港特别行政区相互执行仲裁裁决的安排》。由于此种处理结果类似于对香港仲裁裁决的不予认可和执行，该案又涉及香港特别行政区和台湾地区相关企业的重大权益，且以后可能涉及类似情况的审查处理。。 香港国际仲裁仲裁中心将此案例公告於实行案例制度的香港律师界，引起香港律师对中国政府不尊重香港法律的强烈质疑，何况在判决书中提到台湾威盛公司100％控股VIA TECH CO，LTD(即英属维尔京群岛威盛电子有限公司)，威盛维尔京公司100％控股VIA TECHNOLOGIES (HK) INC．LTD(即威盛香港)，威盛香港100％控股威盛中国。
因此只要日后有公司以海外离岸公司架构控股中国的公司或资产，北京都可以用政治为考量，不承认北京与香港相互执行仲裁裁决的结果。。
由于北京高等法院认为中国的法律对台湾公司没有管辖权，台湾最高法院接手审理于是在2020年12月4日三审定谳，判定承认威盛在香港仲裁中心败诉有效，并准许继续强制执行。。

### 宗教相關

#### 主愛社福基金
2016年，王雪紅被臺灣主流雜誌報導，數百億元台幣的豐沛現金透過配股、配息或處分股票方式，注入王雪紅的 8 間投資公司；但因這八大投資公司未配現金股利，致使未有分毫善款進入到等待善款的股東—主愛社福基金，導致主愛社福基金從○九年成立以來，雖手握八家投資公司的股票市值逾60億元，但現金水位始終不到3,000萬元，長久處於「枯水期」。沒現金股利進帳，主愛社福基金也無意動用現有資金做公益，6 年內竟僅僅撥出資產的萬分之一．二，合計台幣80萬元（約為2.7萬美金）做慈善。王雪紅借上帝的名假公益真避稅，引起基督徒的譁然，王雪紅沉默以對。。

#### 捐款傳教卻傳遭詐騙
2016年2月，宏達電董事長王雪紅捐款傳教卻傳遭詐騙，聯合報報導稱，加州一對前教會長老夫婦以詐騙教會和富有外籍捐款人罪名遭起訴，騙取金額達740萬美元（約2.4億台幣），受害者傳為王雪紅，宏達電表示不予回應。

#### 信望愛基金會投入反同運動
2018年，蘋果日報報導，宏達電集團董事長王雪紅成立的兩大財團法人信望愛基金會近5年帳面總支出為27億餘元，邀請宗教組織國際禱告殿來台，合計傳教人員薪資、伙食等人事費佔比竟逾3成，高達9.88億，財報卻未明列款項流向。進一步調查發現，兩基金會近5年來，每年皆邀請宗教組織國際禱告殿來台，但財報卻看不到邀國際禱告殿牧師來台支出，兩基金會資金流入反同活動或組織，引發「公益善款成了反婚姻平權銀彈」適法爭議。即使身為一個企業家卻未盡企業對社會的責任，因個人思想而擅自阻礙同性婚姻，恐造成社會中更多的問題衍生，期望王雪紅能早日擺脫個人傳統並且獨斷的行為。2019年4月在同婚釋憲生效之前，夥同姊妹的教會基金會與立法委員林岱樺推出扭曲同性婚姻本意的法案《司法院釋字第748號解釋暨公投第12案施行法》。

## 得獎紀錄[17]
2005年獲得「2005亞洲之星」（美國《商業週刊》）
2005年獲得「全球最值得關注的50位商界女性」（《華爾街日報》）
2009年獲得「年度華人經濟領袖獎」（鳳凰網）
2010年獲得「企業家最佩服的企業家」第8名（《天下》雜誌）
2011年獲得「APEC企業女性獎」（APEC）
2011年獲得「全球百大最具影響力女性排行榜」第20名（《富比士》雜誌）
2011年獲得「全球50大女強人榜」第20名（《富比士》雜誌）
2011年獲得「台灣40大富豪排行榜」第1名（《富比士》雜誌）
2011年獲得「全球富豪排行榜」第168名、亞洲排名第27名（《星期泰晤士報》）
2011年獲得「企業家最佩服的企業家」第3名（《天下》雜誌）
2011年獲得「第12屆2011CCTV中國經濟年度人物」（中國中央電視台）
2012年獲得「亞洲50名商界女強人排行榜」（《富比士》雜誌）
2012年獲得「全球百大最具影響力女性排行榜」第56名（《富比士》雜誌）
2013年獲得「全球百大最具影響力女性排行榜」第46名（《富比士》雜誌）
2013年獲得「最有影響力夫婦」（《富比士》雜誌）
2014年獲得「全球百大最具影響力女性排行榜」第54名（《富比士》雜誌）
2015年獲得「全球前5大最有錢的科技女人」（新加坡市調公司Wealth-X）
2020年獲得「Accenture虛擬實境終身成就獎」（Accenture VR Lifetime Achievement Award）

## 外部連結
- 新浪财经人物 王雪红 （页面存档备份，存于）